# Круна краља Петра I Карађорђевића
Круна краља Петра I Карађорђевића је једина сачувана круна неког српског владара у Републици Србији. Круна је изливена од бронзе са ручке Карађорђевог топа, заплењеног од Турака у Првом српском устанку. Осим бронзе, круна има позлату, емајл и синтетичко драго камење.

## Историја
После убиства краља Александра Обреновића и краљице Драге, у Мајском преврату 29. маја 1903. године и краја династије Обреновића, на престо је доведена династија Карађорђевић, односно Петар Карађорђевић. Он се из Женеве вратио у Београд јуна исте године, после чега је положио заклетву на преправљени Устав Србије из 1888. године. Крунисање је планирано за наредну 1904. годину, тако да је било довољно времена да се припреми прикладан програм свечаности. Предвиђена је и израда краљевске инсигније, које Србија у том тренутку није имала. За избор инсигнија основан је Главни одбор, на челу са архитектом, Михаилом Валтровићем, директором Народног музеја, професором Велике школе и једним од најпознатијих домаћих уметника, који се од 1871. до 1884. године бавио истраживањем српске средњовековне уметности.
Валтровић је за круну предложио пет нацрта, а Петар је одабрао мотив двоглавих орлова. Осим тога, Петров захтев је био да се круна, излије од „Карађорђевог топа”, са циљем да се успостави везе између симбола државности и оруђа којим је та државност стечена, док је сам материјал указивао на скромне, сељачко-војничке корене династије.
За секретара Главног одбора изабран је генерал Сава Грујић, тадашњи председник Министарског савета, који је био одличан познавалац историје српске артиљерије. Он је од експоната за будући Војни музеј, одабрао петофунтовни „абуз”, на коме стајао натпис на српском који сведочи да је изливен, односно преправљен 1812. године у Београду, за време владе Карађорђа. На истом топу стоји и натпис на арапском, који сведочи о његовом турском пореклу. С цеви је одсечена десна ручица која је имала облик „делфина”. Круна је израђена у радионици браће Андреа и Жака Фализа из Париз, по нацрту Михаила Валтровића. Израда је коштала 19.000 франака и завршена је 29. августа 1904. година, а затим је послата „Оријент експресом“. Освештана је дан пре крунисања у Саборној цркви у Београду.
Крунисање је обављено 21. септембра 1904. године. Овај догађај, сутрашњу параду на Бањици и сцене са других места, као што су манастири Жича и Студеница, градови Краљево, Нови Пазар, Цетиње, Андријевица, Шибеник и Задар) , посетили су и забележили британски сниматељ Френк Сторм Мотерш (енгл. Frank Storm Motershow) и организатор снимања Арнолд Мјур Вилсон (енгл. Arnold Muir Wilson). Филм „Крунисање краља Петра I“ данас представља важан историјски документ.
Петар I је био скроман човек, а једина његова нескромност било је крунисање. У Србији се мало ко радовао тој церемонији, велики број политичких првака није дао подршку, а нису нису присуствовале ни европске краљевске породице, осим оне са Цетиња.
Краљ Петар I је био једини нововековни крунисани владар обновљене Србије. Ниједан Обреновић пре њега није ставио круну на главу. Наследници краља Петра I, краљеви Александар I и Петар II, нису крунисани приликом ступања на престо, већ су по аутоматизму, проистеклом из права о наслеђивању, само преузели инсигније краља.
Круна је чувана у дому Карађорђевића од 1904. до 1941. Током Првог светског рата чувана је у Призрену, закопана испод зграде Богословије, три године. Између два светска рата била је изложена у Дворској капели, Краљевског двора а Други светски рат је провела у манастиру Жичи. После рата била је у Народном музеју у Београду, потом у Музеју Првог српског устанка да бих након неког времена дуго стајала у депоу Народне банке Србије. Од 2005. године се налази у власништву Историјског музеја.
Поводом 50 година рада Историјског музеја Србије, круна је свечано била изложена 12. априла 2013. године у сали Народне скупштине Србије.

## Фотогалерија
- Круна.
- Грб династије Карађорђевића на круни.
- Крунисање у Саборној цркви у Београду.
- После потписивања Крунске повеље, краљ је пројахао од цркве, Дубровачком и Кнез Михаиловом улицом, преко Теразија, до двора.
- Петар II Карађорђевић на дан преузимања круне 28. марта 1941. године.
- Шар, круна, копча за плашт и скиптар Петра I Карађорђевића.